# Dendrochilum parvulum
Dendrochilum parvulum là một loài thực vật có hoa trong họ Lan. Loài này được (Ames) Pfitzer mô tả khoa học đầu tiên năm 1907.